# OAIster
OAIster ist eine Suchmaschine der University of Michigan, mit der die Metadaten von verschiedenen Dokumentenservern durchsucht werden können. Die Datensätze werden über das OAI Protocol for Metadata Harvesting (OAI-PMH) über einen Aggregator gesammelt und zusammengeführt. Der so genannte OAI Service Provider lässt sich damit auch als virtueller Verbundkatalog für Dokumentenserver beschreiben. Mit 18 Millionen Datensätzen von über 1020 Servern (Stand vom 11. Oktober 2008) ist OAIster eine der wichtigsten Suchmaschinen für Open-Access-Inhalte.
Zur Sicherung des Langzeit-Betriebes arbeitete die University of Michigan seit Januar 2009 mit OCLC zusammen. Die Erfassung der Metadaten wurde im Laufe des Jahres auch an OCLC übergeben. Am 30. Oktober gaben die University of Michigan und OCLC bekannt, dass die Übergabe der Datenbank nun vollzogen worden sei. Die in OAIster gesammelten bibliografischen Daten wurden zeitweise nur über den von OCLC betriebenen WorldCat gefunden. OCLC arbeitete an einem eigenständigen Zugang für OAister, der im Januar 2010 realisiert wurde.